# Bonneau
Bonneau is een plaats (town) in de Amerikaanse staat South Carolina, en valt bestuurlijk gezien onder Berkeley County.

## Demografie
Bij de volkstelling in 2000 werd het aantal inwoners vastgesteld op 354.
In 2006 is het aantal inwoners door het United States Census Bureau geschat op 340, een daling van 14 (-4,0%).

## Geografie
Volgens het United States Census Bureau beslaat de plaats een oppervlakte van
7,5 km², waarvan 7,3 km² land en 0,2 km² water. Bonneau ligt op ongeveer 18 m boven zeeniveau.
De plaats is gelegen direct ten oosten van Lake Moultrie dat met een kanaal is verbonden met Lake Marion, ontstaan door afdamming van de Santee river.

## Plaatsen in de nabije omgeving
De onderstaande figuur toont nabijgelegen plaatsen in een straal van 32 km rond Bonneau.